# Khánh Linh
Phạm Khánh Linh (sinh ngày 29 tháng 8 năm 1983), thường được biết đến với nghệ danh Khánh Linh, là một nữ ca sĩ người Việt Nam, từng giành được 3 đề cử giải Cống hiến. Là em gái của cố nhạc sĩ Ngọc Châu và con gái của ca sĩ Vũ Dậu, cô được biết đến là người có giọng hát cao và trong sáng.
Lần đầu sớm được công chúng biết đến khi thể hiện sáng tác của anh ruột là nhạc sĩ Ngọc Châu, "Cô Tấm ngày nay" – nhạc phim truyền hình Chuyện nhà Mộc (1998). Thành công từ Sao Mai 2003 cùng thời Hoàng Tùng và Ngọc Khuê. Được sự giúp đỡ từ anh trai, Khánh Linh bứt phá khi phát hành album phòng thu đầu tay Họa mi hót trong mưa (2004). Trong đó phần lớn đã trở thành các ca khúc tiêu biểu như "Họa mi hót trong mưa", "Điều không thể mất", "Tạm biệt"; đặc biệt là "Cô Tấm ngày nay" cũng được cô đưa vào. Cùng năm, cô góp mặt trong Cánh cung của Đỗ Bảo và dự án Nhật thực 2 của Ngọc Đại.
Năm 2005, ca khúc "Ban mai xanh" của bộ phim truyền hình cùng tên do cô trình bày đã trở thành hiện tượng. Tiếp tục cộng tác với Ngọc Châu, Khánh Linh ra mắt phòng thu thứ 2, Ban mai xanh (2006). Trong đó, đặc biệt thành công với ca khúc "Giấc mơ trưa" được nhạc sĩ Giáng Son viết riêng cho cô. Sau đó năm 2007, phiên bản mới của ca khúc và "Phố khuya" đã được Khánh Linh trình bày trong album phòng thu đầu tay Giáng Son. Tháng 11 cùng năm, cô chuyển mình sang địa hạt contemporary pop music với album phòng thu thứ 3, Sau cơn mưa do nhạc sĩ Lê Minh Sơn biên tập. Ngày 5 tháng 1 năm 2008, đặt dấu ấn trong sự nghiệp với liveshow đầu tay Khánh Linh... hát tại Nhà hát Lớn Hà Nội. Tới 6 năm sau, Khánh Linh cộng tác với nhạc sĩ Dương Cầm sản xuất album phòng thu thứ 4, Giấc mơ mang tên mình (2013).
Sau 3 năm, Khánh Linh phát hành EP Mùa yêu (2016), được cho là khởi đầu từ sự trở lại giữa cô và Ngọc Châu. Năm 2017, cô thể hiện "Hạnh phúc mong manh" nhạc phim truyền hình Sống chung với mẹ chồng. Khánh Linh đánh dấu sự cá tính đột phá trong album phòng thu thứ 5, Ngài (2017) theo thể loại nhạc điện tử, rock và semi-classical music, đã mang về cho cô đề cử giải Cống hiến đầu tiên trong sự nghiệp tại hạng mục "Album của năm". Năm 2019, cô thể hiện "Chàng Điềm" nhạc phim điện ảnh Trạng Quỳnh. Năm 2020, Linh bắt tay cùng nhạc sĩ Võ Thiện Thanh thử nghiệm phong cách nhạc phim đương đại Hollywood, nhạc kịch, new age trong album phòng thu thứ 6, Khanh Linh's Journey . Album đã nhận được nhiều phản ứng tích cực từ giới chuyên môn và giúp cô ghi nhận thêm 2 đề cử "Ca sĩ của năm" và "Album của năm" tại Giải thưởng Âm nhạc Cống hiến lần thứ 16, cùng 1 đề cử "Nhạc sĩ của năm" cho Võ Thiện Thanh.

## Tiểu sử
Khánh Linh là con gái trong một gia đình có truyền thống âm nhạc. Bố là nghệ sĩ ưu tú đàn bầu Phạm Ngọc Hướng (Nhà hát ca múa nhạc Việt Nam), mẹ là ca sĩ, nghệ sĩ ưu tú Vũ Dậu (Nhà hát nhạc nhẹ Trung ương), anh trai là cố nhạc sĩ Ngọc Châu. Năm bốn tuổi, cô học đàn và được tuyển thẳng vào hệ sơ cấp khoa piano Nhạc viện Hà Nội. Nhưng sau đó cô chuyển sang khoa thanh nhạc và được sự chỉ bảo, hướng dẫn của Nghệ sĩ nhân dân Quang Thọ. Khánh Linh rất mê nhạc nhẹ mặc dù theo học khoa opera.
Học tại trường Nguyễn Siêu (niên khóa 1994 - 2000)

## Sự nghiệp
Khi mới học năm đầu tiên khoa thanh nhạc tại Học viện Âm nhạc Quốc gia Việt Nam, Khánh Linh tham dự Giải Sao Mai 2003, cô giành được giải ba và "Ca sĩ được yêu thích nhất".
Năm 2004, cô cho ra album đầu tay Họa mi hót trong mưa với những sáng tác của Dương Thụ, Ngọc Châu như: Cô tấm ngày nay, Tháng tư về, Họa mi hót trong mưa... Cô tham gia liên hoan các ca khúc pop-rock quốc tế năm 2004 tại Mông Cổ và giành được giải 3 (với ca khúc Một thoáng Tây Hồ của Phó Đức Phương). Cô còn tham gia chương trình Nhật thực 2 và Nhật thực toàn phần của nhạc sĩ Ngọc Đại, cùng với bạn thân là ca sĩ Tùng Dương trong album Nhật thực 2 gồm 7 ca khúc của Ngọc Đại (Đỗ Bảo phối khí).
Năm 2005, Khánh Linh hát ca khúc Điều hoang đường nhất trong album đầu tay Cánh cung của nhạc sĩ Đỗ Bảo. Ngoài ra, cô còn nổi tiếng với ca khúc Giấc mơ trưa, được hát trong chương trình Bài hát Việt và sau này cũng được thể hiện thành công bởi Thuỳ Chi..
Khánh Linh dự định ra một album chung với Tùng Dương nhưng không thực hiện được. Khánh Linh lấy chồng vào cuối năm, là một nhân viên của một công ty hàng hải.
Năm 2006, cô cho ra mắt album thứ hai Ban mai xanh ngay sau khi sinh con trai đầu lòng - bé Anh Khoa. Album gồm có các sáng tác được yêu thích của Ngọc Châu, Huy Tuấn, Đỗ Bảo, Hồng Kiên, Vũ Văn Hà... như Ban mai xanh, Mùa cây trổ lá, Giấc mơ trưa, Dù anh không đến...
Năm 2007, cô xuất hiện trong album Giáng Son của nữ nhạc sĩ Giáng Son (với 2 ca khúc Giấc mơ trưa và Phố khuya). Vào tháng 11, cô cho ra mắt album thứ 3 mang tên Sau cơn mưa. Album do nhạc sĩ Lê Minh Sơn biên tập, gồm có các sáng tác của Lê Minh Sơn, Dương Thụ, Nguyễn Vĩnh Tiến... Cô đoạt giải Ca sĩ thể hiện hiệu quả trong chương trình Bài hát Việt tháng 10 với ca khúc Mưa phùn do Lê Minh Sơn sáng tác và đệm guitar.
Khánh Linh được biết tới với những ca khúc nhạc phim: Cô tấm ngày nay (phim Chuyện nhà Mộc), Ban mai xanh (phim cùng tên), Tình xa (phim Tình xa), Vòng xoáy tình yêu (phim Vòng xoáy tình yêu), Lời thề cỏ non (phim Lời thề cỏ non), Khi tình yêu bắt đầu (phim Cả một đời ân oán - phần 1), Hạnh phúc mong manh (phim Sống chung với mẹ chồng), Cơn mưa ngang qua (phim Những cô gái trong thành phố)
Năm 2023, cô tham gia Ca sĩ mặt nạ (mùa 2) với mascot Madame Vịt

## Giọng hát
- Loại giọng: Light Lirico Soprano (Nữ cao trữ tình mảnh nhẹ)
- Quãng giọng: C#3 - F#5 - C#6 (3 quãng tám)
- Supported range (quãng hát hỗ trợ): F#3/G3 - D5/Eb5 ~ G5/G#5 (khi dùng headvoice), E3 - E5 - G#5 (khi support tốt nhất)

## Đời tư
Chồng hiện tại của Khánh Linh là doanh nhân người Hà Nội tên Trần Tùng (sinh 1982). Hai người kết hôn vào tháng 5 năm 2014.
Trước khi đến với Trần Tùng, Khánh Linh từng kết hôn vào năm 2005 với một người Hà Nội sinh năm 1974. Anh là nhân viên công ty hàng hải và họ có một con trai tên Anh Khoa; tên thường gọi là Jim. Nhưng cả hai đã chính thức ly hôn vào năm 2009, sau gần 4 năm chung sống.
Ngày 18 tháng 5 năm 2014, sau 5 năm đổ vỡ cuộc hôn nhân đầu (tính từ năm 2009) thì Khánh Linh mới tái hôn với Trần Tùng cho đến nay. Trước khi kết hôn với Khánh Linh thì Trần Tùng đã từng trải qua một đời vợ và đã có một con trai riêng tên Gia Bách (có tên thường gọi là Ben). Sau khi kết hôn được một thời gian, họ có một bé gái tên Khánh My.

## Tai tiếng
Ca sĩ Khánh Linh chỉ nhận show ít nhất bốn ngày trước khi đi diễn, nguyên tắc này đã khiến cho ca sĩ Khánh Linh bị mang tiếng "chảnh".
Ngày 9 tháng 3 năm 2007, Khánh Linh bị phát hiện hát 'nhép' trong chương trình Khát vọng mùa xuân được tổ chức tại Rạp xiếc Trung ương.

## Danh sách đĩa nhạc

### Album phòng thu
- Họa mi hót trong mưa (2004)
- Ban mai xanh (2006)
- Sau cơn mưa (2007)
- Giấc mơ mang tên mình (2013)
- Ngài (2017)
- Khanh Linh's Journey (2020)

### Album phòng thu kết hợp
- Nhật thực 2 - với Ngọc Đại và Tùng Dương (2004)
- Ngày đó chúng mình (Những tình khúc Phạm Duy) - với Tấn Minh (2011)

### Album phòng thu góp giọng
- Cánh cung - Đỗ Bảo (2004)
- Chat với Mozart - Mỹ Linh (2005)
- Giáng Son - Giáng Son (2007)
- Những ô màu khối lập phương - Tùng Dương (2007)
- Phượng yêu - Phạm Duy (2008)
- Nghìn năm vẫn chưa quên - Phạm Duy (2009)
- Những tình khúc Phú Quang - Tấn Minh (2010)
- Nơi tôi sinh Hà Nội - Minh Quân (2010)
- Hẹn hò - Phạm Duy (2010)

### EP
- Mùa yêu (2016)
- Cây đời (2017)

### Đĩa đơn
- "Ôi giàn thiên lý đã xa"
- "Thức giấc" (2013)
- "Mùa hoa trở lại" (2016)
- "Cô gái trang bìa" (2016)
- "Hạnh phúc mong manh" (2017)

## Liveshow
- 5/1/2008: Liveshow Khánh Linh... háttại Nhà hát Lớn Hà Nội.
- 16/12/2023 All Star Concert Ca sĩ mặt nạ (mùa 2) của VieON

## Giải thưởng

### Giải thưởng Âm nhạc Cống hiến
| Năm  | Hạng mục        | Đề cử cho            | Kết quả | Tham khảo |
| ---- | --------------- | -------------------- | ------- | --------- |
| 2018 | "Abum của năm"  | Ngài                 | Đề cử   | [ 23 ]    |
| 2021 | "Abum của năm"  | Khanh Linh's Journey | Đề cử   | [ 24 ]    |
| 2021 | "Ca sĩ của năm" | Khánh Linh           | Đề cử   | [ 24 ]    |

1. Giải 3 Sao Mai năm 2003
2. Giải 3 Liên hoan các ca khúc Pop-rock quốc tế tại Mông Cổ